# 샤프 아쿠오스 Sh837w
아쿠오스 폰 sh-837w(일본어: アクオスフォン)는 2012년 10월 샤프전자가 홍콩(중화인민공화국)에서 먼저 출시한 스마트폰이다. 11월에 중화민국, 러시아에 출시되고 2013년 1월 타이에도 출시되었다.

## 연혁
- 2012년 10월 : 제품 발표  홍콩, 중화민국
- 2012년 11월 : 제품 출시  홍콩, 중화민국,  러시아
- 2013년 1월 : 제품 출시  태국

## 경쟁 기종
- 소니 엑스페리아 S
- HTC 원 X
- 삼성 갤럭시 S3
- LG 옵티머스 뷰
- 베가 S5